# Juryj Sacharanka
Juryj Sacharanka (belarussisch Юрый Захаранка, * 1. Januar 1952; vermisst seit dem 7. Mai 1999) war von 1994 bis 1995 der Innenminister von Belarus sowie später ein oppositioneller Aktivist. Im Mai 1999 fiel er dem Verschwindenlassen von Regierungsgegnern in Belarus zum Opfer.

## Leben
Sacharanka wurde in der Homelskaja Woblasz geboren. 1987 absolvierte er die Akademie des Innenministeriums der UdSSR und erhielt den Rang eines Generalmajors. Ab 1991 arbeitete er in der Sowjetunion und in Belarus bei verschiedenen Organen zur Bekämpfung von Kriminalität. Sacharanka war von Juli 1994 bis Oktober 1995 der Innenminister von Belarus. Er verlor sein Amt, nachdem er sich 1995 weigerte, oppositionelle Abgeordnete gewaltsam aus dem Parlament zu vertreiben sowie einen Streik in der Metro Minsk aufzulösen. Sacharanka wurde ein aktives Mitglied der oppositionellen Bewegung und ein führendes Mitglied der Vereinigten Bürgerpartei. Im Oktober 1996 wurde Sacharanka Vorsitzender der von der Regierung unabhängigen Zivilkommission zur Untersuchung der Verbrechen des Regimes. Weiterhin beteiligte er sich an einer inoffiziellen Präsidentschaftswahl, welche Oppositionsgruppen am 16. Mai 1999 aus Protest gegen die Politik der Regierung Lukaschenkas abgehalten hatten. Wenige Wochen vor seinem spurlosen Verschwinden am 7. Mai 1999 kündigte er an, einen Bund der Offiziere gegen den Präsidenten Aljaksandr Lukaschenka gründen zu wollen.
Seine Familie wird von Rechtsanwalt Aleh Woltschak vertreten.

## Ermittlungen zu seinem Verschwinden
Staatliche Entscheidungsträger sind in das Verschwinden von Sacharanka und der drei weiteren Regimegegner Dsmitryj Sawadski, Wiktar Hantschar und Anatol Krassouski verwickelt.
Im Jahr 2004 kam ein Sonderermittler des Europarats zu dem Ergebnis, dass eine Spezialeinheit des belarussischen Innenministeriums hinter der Entführung Sacharankas stecke. Im Dezember 2019 veröffentlichte die Deutsche Welle einen Dokumentationsfilm, in dem Juryj Harauski, ein ehemaliger Angehöriger der belarussischen Spezialeinheit, bestätigte, dass seine Einheit Sacharanka sowie später auch Hantschar und Krassouski festgenommen, verschleppt und ermordet habe.
Am 19. September 2023 begann in St. Gallen nach dem Weltrechtsprinzip der Gerichtsprozess gegen Juryj Harauski. Harauski hatte sich selbst belastet, indem er im Rahmen seines Asylantrags in der Schweiz angab, Mitglied der genannten Spezialeinheit gewesen zu sein. Es handelt sich um den ersten Fall, bei dem derartige Verbrechen in Belarus im Zentrum eines Prozesses stehen. Am 28. September 2023 sprach das Schweizer Gericht den Angeklagten frei, mit der Begründung, dass sein Geständnis nicht sicher der Wahrheit entspräche. Harauski hatte sich bei seinen Aussagen mehrfach in Widersprüche verwickelt, die er auf eine „schlechte Übersetzung“ zurückführte. Harauski bestritt eine persönliche Beteiligung an Tötungen und beschuldigte Dmitri Pawlitschenko, den Anführer der Spezialeinheit, die Erschießungen durchgeführt zu haben. Die Angehörigen der Ermordeten reagierten zum Teil mit Unverständnis auf den Freispruch.